# Grebănu
Grebănu è un comune della Romania di 5 484 abitanti, ubicato nel distretto di Buzău, nella regione storica della Muntenia.
Il comune è formato dall'unione di 6 villaggi: Grebănu, Homoești, Livada Mare, Livada Mică, Plevna, Zăplazi.